# Yael Padilla Sandoval
Jonathan Yael Padilla Sandoval, (18 de diciembre de 2005; Guadalajara, Jalisco) es un futbolista mexicano, juega de extremo y su equipo actual es el Club Deportivo Guadalajara de la Primera División de México. 

## Trayectoria

### Previo al debut profesional
Padilla Sandoval hizo toda su carrera de cantera en Chivas, llegó a los 12 años y pasó por las categorías de formación Sub-13 y Sub-15 del Guadalajara y a los 15 años 08 meses debutó en la selección mexicana sub-18 en dos encuentros amistosos contra Irlanda Sub-18 en septiembre del 2021 donde sumó 82 minutos jugados. Continuó con Chivas durante sub-17 y para el Torneo Clausura 2022-2023 se encontraba jugando en Sub-18. 
En esa misma temporada y pesar de su edad,  El Niño Maravilla sumó también 90 minutos con Chivas ante el América  por petición de  El Profe Pauno, llamando la atención de los medios de comunicación que lo consideraban entonces como el "alumno avanzado".
Tres meses después de su primera aparición con el equipo mayor, Yael debuta oficialmente en un torneo con el rojiblanco anotando gol  y ganando su titularidad para la siguiente jornada. 

### Debut profesional
Yael debuta y anota su primer gol en un torneo a nivel profesional a los 17 años y 196 días de edad con el Club Deportivo Guadalajara en la Jornada 1 del torneo Apertura 2023-2024 en la victoria por 1 a 2 del Guadalajara sobre el León, partido disputado el 3 de julio de 2023 anotando un gol asistido por Fernando Beltrán Cruz y Víctor Guzmán a los siete minutos de entrar a la cancha, sobre el minuto 73 del encuentro. De esta manera se convierte en el jugador más joven en anotar para el Guadalajara y se integra a la lista de futbolistas debutantes de Chivas que han marcado gol en su primer partido en torneos cortos, los otros jugadores son: Alejandro Vela, Javier Hernández Chicharito, William Guzmán y Jorge Mora.

### Club Deportivo Guadalajara
Cinco días después de su debut, es puesto como titular por Veljko Paunović para enfrentar al Atlético de San Luis, abriendo él mismo el marcador del encuentro al minuto 38.
Este segundo partido del torneo terminó con un resultado de 3 - 1 a favor de los tapatíos.
Las siguientes jornadas el desempeño de Padilla se fue regularizando después de las explosivas primeras cinco semanas tanto para él como para el equipo. 
El niño maravilla volvió a brillar en la Jornada 16, salvando el marcador del empate por el 1 a 0 contra Cruz Azul en el minuto 97, justo unos segundos antes del final del partido.
En el Apertura 2023-2024 de la Liga MX Yael se mantuvo convocado con el equipo en las diecisiete jornadas del torneo, formando parte del XI Inicial en cinco, y se quedó en el banquillo solamente en uno de los partidos, acumulando 570 minutos con el equipo.

### Resumen estadístico
| Competición                         | Partidos | Goles |
| ----------------------------------- | -------- | ----- |
| Selección nacional de México Sub-18 | 2        | 0     |
| Primera División de México Sub-20   | 1        | 1     |
| Primera División de México          | 33       | 5     |
| Copas Nacionales                    | 1        | 0     |
| Copas Internacionales               | 2        | 0     |
| Total                               | 39       | 6     |

Se cuentan los partidos con minutos en cancha y no se contabilizan partidos amistosos entre clubes.